# ぼっちゃん (映画)
『ぼっちゃん』は、2013年の日本映画。大森立嗣が監督を務め、秋葉原通り魔事件を扱うドラマである。2013年3月16日で公開された。

## キャスト
- 梶知之 - 水澤紳吾
- 田中さとし - 宇野祥平
- 岡田コウジ - 淵上泰史
- 岡田ユリ - 田村愛

## スタッフ
- 監督 - 大森立嗣
- プロデューサー - 村岡伸一郎、近藤貴彦
- 脚本 - 大森立嗣、土屋豪護
- 撮影 - 深谷敦彦
- 美術 - 黒川通利
- 録音 - 島津未来介
- 編集 - 早野亮
- 音楽 - 大友良英

## 受賞
- 第23回日本映画プロフェッショナル大賞[2] 作品賞・新進男優賞